# Day by Day (EP)
Day by Day är den fjärde EP-skivan från den sydkoreanska musikgruppen T-ara. Den släpptes den 3 juli 2012 för digital nedladdning och innehåller 5 låtar. Albumet debuterade på femte plats på Gaon Chart den 7 juli 2012. Skivan gavs ut på nytt med titeln Mirage den 4 september 2012 innehållande 6 låtar. Den nya versionen debuterade på andra plats på albumlistan den 15 september 2012.
Den första och enda singeln från Day by Day var sången på skivan med samma titel, "Day by Day". Den första och enda singeln från Mirage var "Sexy Love".

## Låtlista

### Day by Day
| 1. | Day by Day  | 3:28 |
| 2. | Holiday     | 3:16 |
| 3. | Don't Leave | 3:48 |
| 4. | Hue         | 3:26 |
| 5. | Love Game   | 3:17 |

### Mirage
| 1. | Sexy Love   | 3:45 |
| 2. | Day by Day  | 3:29 |
| 3. | Holiday     | 3:16 |
| 4. | Don't Leave | 3:49 |
| 5. | Hue         | 3:26 |
| 6. | Love Game   | 3:17 |

## Listplaceringar
| Lista                 | Topplacering |
| --------------------- | ------------ |
| Sydkorea (Gaon Chart) | 2            |